# 馬穆卡·馬穆拉什維利
馬穆卡·祖拉比斯·澤·馬穆拉什維利（1978年4月22日—），又名烏尚吉（უშანგი），格魯吉亞、烏克蘭軍事人物，現任格魯吉亞軍團的指揮官。格魯吉亞國家綜合格鬥聯合會主席。
出生在格魯吉亞第比利斯，其父祖拉卜·馬穆拉什維利是格魯吉亞的一名軍官。14歲時，他跟隨父親參加1992年阿布哈兹战争，在此期間曾被阿布哈兹共和国军俘虜，關押三個月後獲釋。1994年第一次車臣戰爭爆發後，他以外國志願者的身份參戰，支持伊奇克里亞車臣共和國，戰後在國際黑海大學畢業，後又前往巴黎接受高等教育。回國後，他成為總統米哈伊爾·薩卡什維利的高級軍事顧問。2008年參加俄罗斯－格鲁吉亚战争。
2013年，烏克蘭發生親歐盟示威運動，他支持烏克蘭人民的革命。不久後爆發頓巴斯戰爭，他與幾個志同道合的人前往烏克蘭，組建格魯吉亞軍團，支持烏克蘭軍隊和警察的行動。格魯吉亞軍團主要在被叛軍佔領的領土上執行偵察和破壞任務。他參加了傑巴利采韋戰役和盧甘斯克機場戰役。2022年俄羅斯入侵烏克蘭期間，作為格魯吉亞軍團的指揮官，率軍抵抗俄羅斯侵略。